# Blennothallia
Blennothallia Trevis – rodzaj grzybów z rodziny galaretnicowatych (Collemataceae). Ze względu na współżycie z glonami zaliczany jest do grupy porostów.

## Systematyka i nazewnictwo
Pozycja w klasyfikacji według Index Fungorum: Collemataceae, Peltigerales, Lecanoromycetidae, Lecanoromycetes, Pezizomycotina, Ascomycota, Fungi.

## Gatunki
- Blennothallia cheilea (Ach.) Trevis. 1853
- Blennothallia crispa (Weber ex F.H. Wigg.) Otálora, P.M. Jørg. & Wedin 2014 – tzw. galaretnica nastroszona
- Blennothallia fecunda (Degel.) Otálora, P.M. Jørg. & Wedin 2014
- Blennothallia furfureola (Müll. Arg.) Otálora, P.M. Jørg. & Wedin 2014
- Blennothallia novozelandica (Degel.) Otálora, P.M. Jørg. & Wedin 2014

Nazwy naukowe na podstawie Index Fungorum. Nazwy polskie według W. Fałtynowicza.